# Olivier Tavernier
Olivier Tavernier (20 de septiembre de 1976) es un deportista francés que compitió en tiro con arco, en la modalidad de arco recurvo.
Ganó una medalla de plata en el Campeonato Mundial de Tiro con Arco en Sala de 2016, una medalla de oro en el Campeonato Europeo de Tiro con Arco al Aire Libre de 2002 y cuatro medallas en el Campeonato Europeo de Tiro con Arco en Sala entre los años 2006 y 2017.

## Palmarés internacional
| Campeonato Mundial en Sala       | Campeonato Mundial en Sala | Campeonato Mundial en Sala | Campeonato Mundial en Sala |
| Año                              | Lugar                      | Medalla                    | Prueba                     |
| -------------------------------- | -------------------------- | -------------------------- | -------------------------- |
| 2016                             | Ankara (Turquía)           | Medalla de plata           | Equipo                     |
| Campeonato Europeo al Aire Libre |                            |                            |                            |
| Año                              | Lugar                      | Medalla                    | Prueba                     |
| 2002                             | Oulu (Finlandia)           | Medalla de oro             | Equipo                     |
| Campeonato Europeo en Sala       |                            |                            |                            |
| Año                              | Lugar                      | Medalla                    | Prueba                     |
| 2006                             | Jaén (España)              | Medalla de bronce          | Equipo                     |
| 2008                             | Turín (Italia)             | Medalla de oro             | Equipo                     |
| 2010                             | Poreč (Croacia)            | Medalla de bronce          | Equipo                     |
| 2017                             | Vittel (Francia)           | Medalla de plata           | Equipo                     |